# Cloreto de chumbo(II)
Cloreto de chumbo(II), ou cloreto plumboso é um composto químico com a fórmula PbCl2. É também conhecido e tratado como cloreto de chumbo, dicloreto de chumbo. PbCl2 é um dos mais importantes reagentes baseado em chumbo. PbCl2 também ocorre na forma do mineral cotunnita.

## Estrutura e propriedades
No PbCl2 sólido, cada íon de chumbo é coordenado por 9 íons cloreto - 6 estão no ápice de um prisma trigonal e 3 se encontram além dos centros de cada face do prisma. Os 9 íons cloreto não são eqüidistantes do átomo de chumbo central, 7 estão no 280-309 pm e 2 a 370 pm. [2] PbCl2 forma cristais ortorrômbicos em forma de agulhas brancas.
moléculas de PbCl2 vaporizado possuem uma estrutura dobrada com o ângulo Cl-Pb-Cl sendo 98° e cada distância das ligações Pb-Cl sendo 2,44 Å. [3] PbCl2 pode ser emitido por motores de combustão interna que utilizam aditivos como cloreto de etileno e chumbo-tetraetila para fins antidetonantes.
A solubilidade do PbCl2 em água é baixa (9,9 g/L a 20°C) e para fins práticos ele é considerado insolúvel. Sua constante de solubilidade (Kps) é 1,7×10−5. É um dos únicos quatro cloretos considerados insolúveis, os outros três sendo o cloreto de prata (AgCl), com Kps = 1,8×10−10,  cloreto de cobre (I) (CuCl) com Ksp = 1,72×10−7 e cloreto de mercúrio (I) (Hg2Cl2) com Ksp = 1,3×10−18. [4] [5]

## Ocorrência
PbCl2 ocorre naturalmente na forma do mineral cotunita. É incolor, branco, amarelo ou verde, com uma densidade de 5,3-5,8 g/cm3. A dureza na escala de Mohs é 1,5-2. A estrutura cristalina é ortorrômbica dipiramidal e o grupo de pontos é de 2 / m 2 / m 2 / m. Cada Pb tem um número de coordenação 9. A composição é Pb 74,50% e 25,50% Cl. Cotunita ocorre perto vulcões:. Vesúvio, na Itália; Tarapacá, Chile e Tolbachik, Rússia.[6]

## Síntese
Cloreto de chumbo (II) precipita da solução com a adição de fontes de cloreto (HCl, NaCl, KCl) em soluções aquosas de compostos de chumbo (II) tais como Pb(NO3)2.
Pb(NO3)2(aq) + 2NaCl(aq) → PbCl2(s) + 2NaNO3(aq)
Pb(CH3COO)2(aq)  + HCl(aq) → PbCl2(s) + 2CH3COOH(aq)
PbCO3 + 2HCl(aq) → PbCl2(s) + CO2(g) + H2O
Pb(NO3)2(aq) + 2HCl(aq) → PbCl2(s) + 2 HNO3(aq)
Tratamento de dióxido de chumbo com ácido clorídrico dá cloreto de chumbo (II), bem como gás cloro:
PbO2(s) + 4HCl → PbCl2(s) + Cl2 + 2H2O
Tratamento de óxido de chumbo com ácido clorídrico dá cloreto de chumbo (II), bem como água
PbO(s) + 2HCl → PbCl2(s)  + H2O
O PbCl2(s) também forma pela ação do cloro gasoso no metal chumbo:
Pb + Cl2 → PbCl2

## Reações
Adição de íons cloreto de uma suspensão de PbCl2 dá origem a íons complexos solúveis . Nestas reações a adição do cloreto (ou outros ligantes) quebra as pontes cloreto que compõem o polímero de PbCl2 sólido.
PbCl2 (s) + Cl-→ [PbCl3]-(aq)
PbCl2(s)+ 2Cl- → [PbCl4]−2(aq)
PbCl2 reage com NaNO2 derretido para dar PbO:
PbCl2 + 3NaNO2 → NaNO3 + PbO + 2NO + 2NaCl
PbCl2 é usado na síntese de cloreto de chumbo (IV) (PbCl(sub>4): Cl2 é borbulhado através de uma solução saturada de PbCl2 em solução aquosa amoniacal formando NH4Cl e (NH4)2[PbCl6]. Este último reagirá com ácido sulfúrico concentrado a frio formando PbCl4 como um óleo (todos os tetracloretos dos elementos da família 4A e o de titânio são líquidos à temperatura ambiente). [8]
Cloreto de chumbo (II) é o principal precursor de derivados organometálicos de chumbo, como plumbocenos [9]. Os agentes alquilantes usual são empregados, incluindo reagentes de Grignard e compostos organolítios.:
2PbCl2 + 4R-Li → R4Pb + 4 LiCl + Pb
2PbCl2 + 4R-MgBr → R4Pb + Pb + 4MgBrCl
3PbCl2 + 6R-MgBr → R3Pb-PbR3 + Pb + 6MgBrCl
Estas reações produzem derivados que são mais semelhantes aos compostos organossilício, ou seja, Pb(II) tende a se desproporcionar ao sofrer alquilação.

## Toxicidade
Como todos os compostos contendo chumbo, a exposição ao PbCl2 pode causar envenenamento pelo chumbo.